# Maronía (Lassithi)
Pour l’article homonyme, voir Marónia (Rhodope).
Maronía ou Maroniá, en grec moderne : Μαρωνία/Μαρωνιά est un village du dème de Sitía, en Crète, en Grèce. Selon le recensement de 2011, la population de Maronía compte 152 habitants. Le village est situé à une altitude de 120 m et à une distance de 9 km de Sitía.

## Recensements de la population
| Recensements | 1900 | 1920 | 1928 | 1940 | 1951 | 1961 | 1971 | 1981 | 1991 | 2001 | 2011 |
| ------------ | ---- | ---- | ---- | ---- | ---- | ---- | ---- | ---- | ---- | ---- | ---- |
| Population   | 276  | 332  | 309  | 350  | 310  | 324  | 226  | 189  | -    | 195  | 152  |